# José María Cirarda Lachiondo
José María Cirarda Lachiondo (Bakio, 23 maggio 1917 – Vitoria, 17 settembre 2008) è stato un arcivescovo cattolico spagnolo.

## Biografia
José María Cirarda Lachiondo nacque a Bakio il 23 maggio 1917.

### Formazione e ministero sacerdotale
Concluse gli studi con la licenza in filosofia e il dottorato in sacra teologia.
Il 5 luglio 1942 fu ordinato presbitero per la diocesi di Vitoria. In seguito fu professore di teologia dogmatica in seminario e direttore dei Cursillos de Cristiandad.

### Ministero episcopale
Era molto stimato da papa Giovanni XXIII che per tre volte propose di nominarlo vescovo. Tuttavia Francisco Franco, che aveva il diritto di veto sulle nomine degli ordinari diocesani, impedì la nomina. Il pontefice decise quindi di nominarlo vescovo ausiliare, ufficio per il quale il regime non aveva potere di veto.
Il 9 aprile 1960 papa Giovanni XXIII lo nominò vescovo ausiliare di Siviglia e titolare di Drusiliana. Ricevette l'ordinazione episcopale il 29 giugno successivo dall'arcivescovo Ildebrando Antoniutti, nunzio apostolico in Spagna, co-consacranti il cardinale José María Bueno y Monreal, arcivescovo metropolita di Siviglia, e il vescovo di Vitoria Francisco Peralta y Ballabriga. Prese residenza a Jerez de la Frontera.
Partecipò al Concilio Vaticano II.
Il 22 luglio 1968 papa Paolo VI lo nominò vescovo di Santander.
Il 3 dicembre 1971 lo stesso pontefice lo trasferì alla sede di Cordova.
Il 31 gennaio 1978 papa Paolo VI lo promosse arcivescovo metropolita di Pamplona e amministratore apostolico di Tudela. L'11 agosto 1984 papa Giovanni Paolo II unì aeque principaliter le due sedi. Lì si unì al fronte a favore del dialogo con l'ETA per porre fine agli atti di violenza che condannò sempre con energia. Erano della stessa opinione i vescovi di Bilbao Antonio Añoveros Ataún e Ricardo Blázquez Pérez e i vescovi di San Sebastián José María Setién Alberro e Juan María Uriarte Goiricelaya.
Dal 1978 al 1981 fu vicepresidente della Conferenza episcopale spagnola.
Fu segretario generale della commissione organizzativa della visita di papa Giovanni Paolo II a Javier.
Il 26 marzo 1993 papa Giovanni Paolo II accettò la sua rinuncia al governo pastorale dell'arcidiocesi per raggiunti limiti di età. Ritornò a Vitoria e prese residenza presso una sua sorella.
Morì nella sua abitazione a Vitoria alle ore 14:15 del 17 settembre 2008 all'età di 91 anni. Era l'ultimo dei sopravvissuti fra i padri conciliari spagnoli. Le esequie si tennero nella chiesa parrocchiale di Santa Maria a Mundaka e furono presiedute da monsignor Ricardo Blázquez Pérez, vescovo di Bilbao. Al termine del rito fu sepolto nella tomba di famiglia nel cimitero cittadino.

## Opere
- Carta pastoral de Monseñor Cirarda, Administrador Apostólico de Bilbao, Bilbao 1970
- María, La Virgen, Biblioteca Autores Cristianos 1978, ISBN 84-220-0841-6
- Una biografía de Don Ramón in Ramón Etxeberria: fuego en la palabra, Biblioteca de Autores Cristianos 2002, ISBN 84-7914-613-3, zusammen mit Félix Núñez Uribe
- Creer Hoy En El Dios De Jesucristo, PPC Editorial 2006, ISBN 84-288-1385-X

## Genealogia episcopale
La genealogia episcopale è:
- Cardinale Scipione Rebiba
- Cardinale Giulio Antonio Santori
- Cardinale Girolamo Bernerio, O.P.
- Arcivescovo Galeazzo Sanvitale
- Cardinale Ludovico Ludovisi
- Cardinale Luigi Caetani
- Cardinale Ulderico Carpegna
- Cardinale Paluzzo Paluzzi Altieri degli Albertoni
- Papa Benedetto XIII
- Papa Benedetto XIV
- Papa Clemente XIII
- Cardinale Marcantonio Colonna
- Cardinale Giacinto Sigismondo Gerdil, B.
- Cardinale Giulio Maria della Somaglia
- Cardinale Carlo Odescalchi, S.I.
- Cardinale Costantino Patrizi Naro
- Cardinale Serafino Vannutelli
- Cardinale Domenico Serafini, Cong. Subl. O.S.B.
- Cardinale Pietro Fumasoni Biondi
- Cardinale Ildebrando Antoniutti
- Arcivescovo José María Cirarda Lachiondo